# Haparanda hamn
Haparanda hamn (Hamina) is een dorp binnen de Zweedse gemeente Haparanda. Het is gelegen op de landtong die in de Botnische Golf ligt. Haparanda Hamn is een vissershaven voor relatief kleine boten; het kan niet gezien worden als de officiële haven van Haparanda zelf. Vanuit Haparanda Hamn kunnen boottochten gehouden worden naar diverse eilanden in de buurt, die bijna allemaal kleine natuurreservaatjes zijn, bijvoorbeeld Sandskär.
Alatalo · Barsk · Haparanda · Kangas · Kankaanranta · Karungi · Kattilasaari · Keräsjänkkä · Keräsjoki · Korpikylä · Korva · Kukkola · Lappträsk · Marielund · Mattila · Nikkala · Parviainen · Purra · Salmis · Seskarö · Säivis · Vojakkala · Vuono · Vittikko